# گیدو ماکور
گیدو ماکور (انگلیسی: Guido Macor؛ زادهٔ ۴ اکتبر ۱۹۳۲) بازیکن فوتبال اهل ایتالیا است.
از باشگاه‌هایی که در آن بازی کرده‌است می‌توان به باشگاه فوتبال پرو گوریتسیا، باشگاه فوتبال پارما، باشگاه فوتبال یوونتوس، باشگاه فوتبال کاتانیا، باشگاه فوتبال مونتسا، باشگاه فوتبال جنوآ، و باشگاه فوتبال اسپال اشاره کرد.